# Micosi fungoide
La micosi fungoide è una forma di linfoma a cellule T, una malattia che riguarda una proliferazione dei linfociti T CD4+, una parte del sistema immunitario. Interessa prevalentemente la pelle e talvolta gli organi interni: da non confondere con il termine micosi (che indica malattie infettive dell'uomo causate da funghi), deve il proprio nome all'aspetto fungoide delle lesioni.

## Storia
Descritta per la prima volta nel 1806 dal dermatologo francese Jean-Louis Alibert (1768 - 1837).
Nel 1892 altri due dermatologi francesi, Ernest Henri Besnier  (1831 - 1909),  insieme a François Henri Hallopeau (1842 - 1919) descrissero la variante eritema generalizzato. Nel XX secolo Albert Sézary ne studiò la variante che portava a ricoprire con la malattia tutta la pelle del corpo (sindrome di Sézary).

## Epidemiologia
La micosi fungoide è di carattere raro: la sua incidenza totale, comprese le sue varianti, è di 4 persone colpite ogni 1 000 000 di persone; si mostra maggiormente negli individui fra i 40 e i 60 anni ed è più comune nel sesso maschile.

## Eziologia
La causa della micosi fungoide è sconosciuta, ma sono state avanzate due ipotesi eziologiche che rimangono le più accreditate: una riguarda il presupposto che la lesione sia maligna dall'origine, l'altra crede in un'evoluzione dovuta a uno stimolo antigenico cronico. Altre ipotesi prese in considerazione dalla medica clinica sono:
- Predisposizione genetica (riguarda anche dermatosi presenti nell'ambito familiare) Fra le predisposizioni si può aggiungere una celiachia dell'adulto non diagnosticata, o ripetute esposizioni ad allergeni (ad esempio Timerosal).
- Esposizione ad agenti (Es.: Benzene o polveri contenenti Amianto) che facilitano la trasformazione maligna delle industrie petrolchimiche, tessili e metallurgiche. Altre forme di avvelenamento che causino sofferenza ripetuta e prolungata nel tempo al sistema immunitario.
- Origine virale, essendo sospettato il coinvolgimento del virus HTLV-V, ma tale teoria non è mai stata supportata da fonti valide.[4]

La malattia può insorgere su cute sana o essere preceduta da una parapsoriasi in placche o da una papulomatosi linfomatoide.
Generalmente, il decorso è lento, più raramente risulta aggressivo. Nella fase iniziale, che può durare anche circa 5 anni, si può manifestare rash cutaneo   per cui la malattia può non essere riconosciuta. Successivamente, le lesioni divengono simili a quelle provocate dalle infezioni da funghi. Le cellule neoplastiche possono essere presenti anche nel sangue ed, in tal caso, si parla di sindrome di Sézary. La micosi fungoide non è contagiosa.
Variante della Micosi Fungoide:
Sindrome di Sézary.

## Esami
Si effettua biopsia cutanea per accertarsi della malattia, ma occorre fare attenzione alla quantità di cellule linfomatose presenti che possono mettere a rischio la diagnosi.

## Tipologia
Si può presentare in diverse forme, fra cui:
- Micosi fungoide follicolotropica.[6]
- Reticulosi pagetoide
- Cute lassa granulomatosa
- Sindrome di Sézary

## Sintomi
Fra i sintomi e segni clinici si mostra macchie scure sulla pelle che possono rimanere asintomatiche anche per anni, al che si mostra prurito incessante e arrossamento. La remissione dei sintomi può essere anche completa.
Durante la sua evoluzione, in fase avanzata, la micosi fungoide può estendersi ai linfonodi sottocutanei, alla milza, ai polmoni, al fegato, al rene, all'apparato gastrointestinale.
Più raramente si possono avere lesioni viscerali.

## Stadiazione
Esistono diversi sistemi di classificazione della stadiazione per quanto riguarda la micosi fungoide, fra cui la classica è quella TNMB. Esse vengono diagnosticate seguendo esame obiettivo, radiografia del torace, tomografia computerizzata, risonanza magnetica e biopsia osteomidollare.

### Stadiazione classica
| Stadio | Caratteristiche delle placche-chiazze con sembianze eritematose                            |
| ------ | ------------------------------------------------------------------------------------------ |
| I      | Si mostrano infiltrazioni cutanee minime                                                   |
| II     | Si mostrano infiltrazioni cutanee medie                                                    |
| III    | Si mostrano noduli                                                                         |
| IV     | Si mostrano anche più di una lesione della forma III - si associa a linfomegalia           |
| V      | Oltre alla lesione (o più di 1) e alla linfomegalia vi è anche un interessamento viscerale |

### Stadiazione TNMB[7]
| Cute                                              | Linfonodi                                                                                               | Visceri                                  | Sangue                                                      |
| ------------------------------------------------- | --- | ---------------------------------------- | ----------------------------------------------------------- |
| T1, le lesioni ricoprono meno del 10% della pelle | N0, Non vi sono adenopatie periferiche                                                                  | M0, Le visceri non risultano interessate | B0, quasi assenza di cellule atipiche nel sangue periferico |
| T2, le lesioni ricoprono più del 10% della pelle  | N1, Vi sono adenopatie periferiche (N1o con biopsia, N1n-N1r-N1d a seconda del risultato della biopsia) | M1 Le visceri risultano interessate      | B1, presenza di cellule atipiche nel sangue periferico      |
| T3, Tumefazioni cutanee                           | N2, Non vi sono adenopatie periferiche ma si rileva micosi fungoide                                     |                                          |                                                             |
| T4, Eritrodermia                                  | N3, Vi sono adenopatie periferiche e si rileva micosi fungoide                                          |                                          |                                                             |

## Terapia
Il trattamento prevede:
- Radioterapia localizzata, il trattamento di scelta per le micosi fungoidi che risulta molto radiosensibile, dosi fra 20 e 36 Gy. Una leggera abbronzatura prima della terapia permette di evidenziare tutte le macchie di linfoma, che altrimenti non si vedrebbero a occhio nudo, in quanto non ancora allo stadio di placca rossa, ma ancora allo stadio di macchia chiara, incapace di abbronzarsi. Inoltre l'estensione dei linfociti è superiore alla macchia di cute irritata visibile e una leggera abbronzatura permette di evitare di tralasciare delle zone che poi sarebbero fonte di recidive.
- Radioterapia estesa, total skin electron irradiation (TSEI), tecnica che viene pratica in pochi centri specializzati, la pelle viene completamente irradiata da elettroni (4-7 MeV). La dose per una remissione completa è indicativamente sui 30 gray, ma la terapia non può essere più ripetuta a quel dosaggio per più di una sola volta senza incorrere in seri rischi per la salute. Le dosi vengono somministrate giornalmente nell'arco di una decina di settimane. Le migliori remissioni di lunga durata a partire dai 30 gray totali. Molto importante rispettare la durata temporale della cura, evitando di dare lo stesso dosaggio in un minore numero di giorni, perché questo è associato a un maggior numero di recidive, o a minore durata della remissione dei sintomi.
- Fototerapia, solo per le fasi iniziali. Viene fatta con UVB, evitando i disturbi delle radiazioni da UVA. Nel periodo estivo l'esposizione al sole può sostituire l'esposizione agli UVB, evitando anche delle sovraesposizioni.

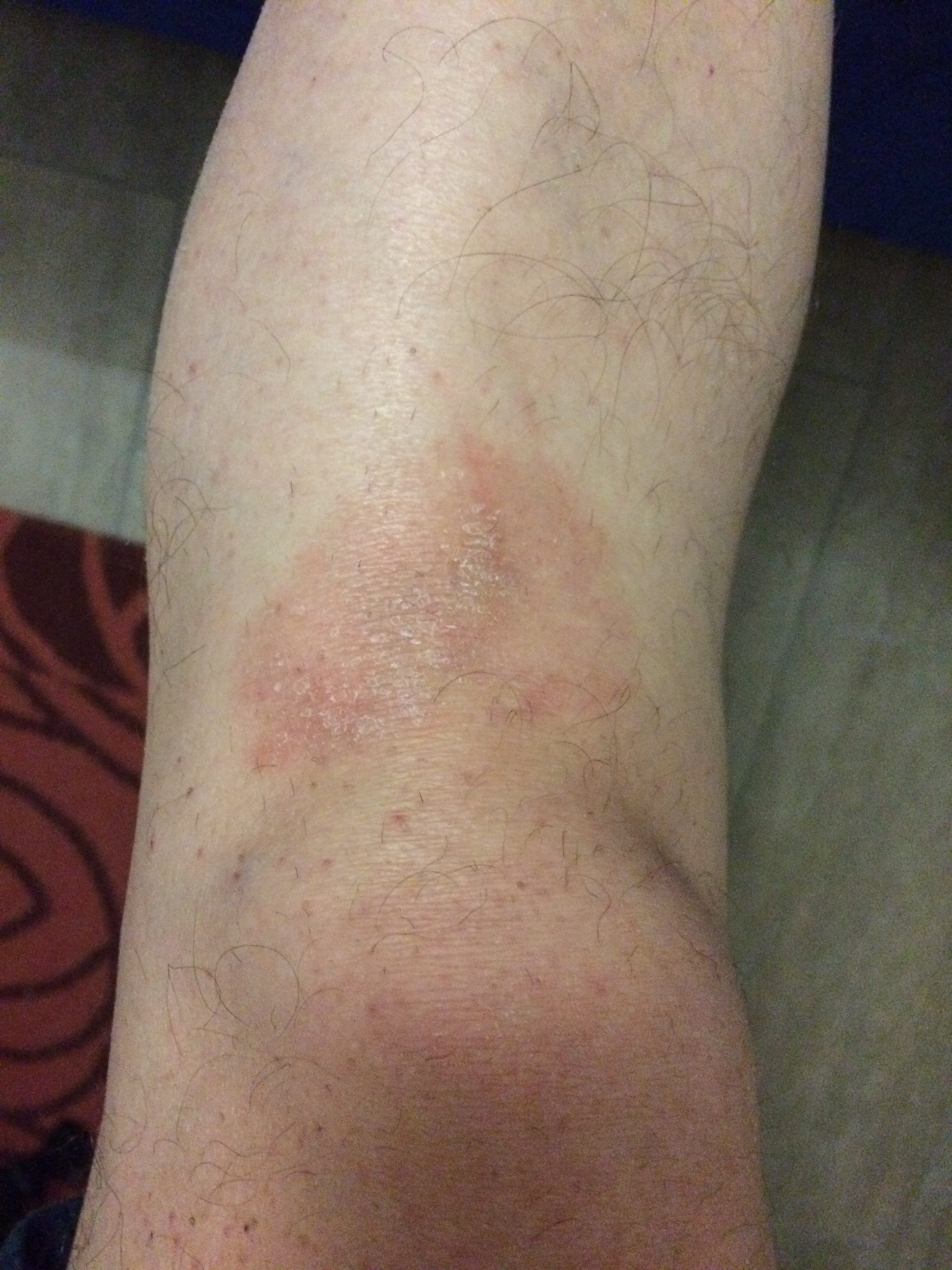
Macchia iniziale prima di trattamento con sole e olio di cartamo sulla pelle.

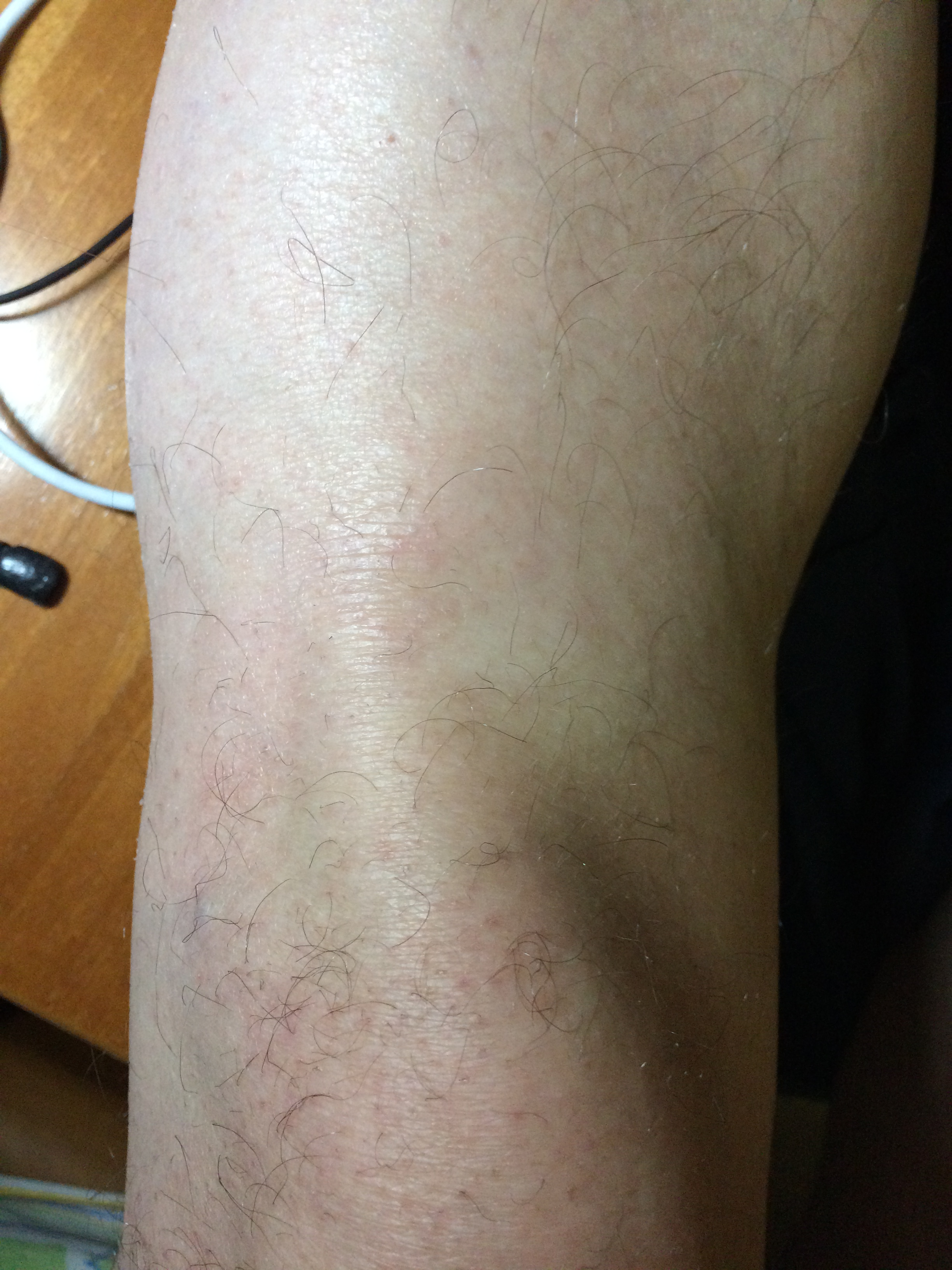
Stessa macchia dopo trattamento con sole e olio di cartamo sulla pelle.

- Fotochemioterapia, l'8-metossipsoralene (8-MOP) più raggi UVA a volte, quando somministrato per troppo tempo o troppe volte, come la gravità della malattia spesso comporta può portare a sviluppare una psoriasi, che si aggiunge alla micosi fungoide. Il farmaco è un chemioterapico che si attiva dall'interno, uccidendo le cellule maligne e non in presenza di raggi UVA. Quindi mettendo raggi UVA solo nella zona da colpire, si fa di fatto una chemio localizzata nel punto interessato, senza colpire altri organi. La cura Psoralen UVA (PUVA) comporta però dei rischi anche per la vista, in quanto la sostanza assunta si attiva in presenza dei raggi UVA, compresi quelli presenti nella luce del sole.
- Retinoidi, (Vitamina A) si somministrano bexarotene dose 300 mg/m2/al giorno. La cura ha pero probabili effetti collaterali sul pancreas. A volte i retinoidi, in forma di pomate, vengono associati alla UVB terapia per rafforzarne gli effetti.
- Immunoterapia, interferoni e le glicoproteine naturali sono risultate utili nel caso della micosi fungoide. Per l'interferone alfa-2b si può aggiungere che si tratta di sperimentazione clinica di medicinali da impiegare per una indicazione terapeutica diversa da quella autorizzata, da erogarsi a totale carico del Servizio sanitario nazionale qualora non esista valida alternativa terapeutica.

## Prognosi
Dal momento in cui viene diagnosticata la micosi, la prognosi è infausta: si calcolano in media dai 7 ai 10 anni di vita anche senza trattamento. 
Non è però la regola. Ci sono casi di forme lente che impiegano anche 20 anni prima di accelerare e passare dalla fase iniziale o a placche a quella tumorale più aggressiva. Il diverso andamento della patologia può essere forse correlato alle diverse cause che hanno scatenato la patologia, e al danno cellulare ricevuto. Varia comunque anche dallo stadio, se trattato durante la fase IA a volte l'aspettativa di vita rimane immutata, se invece il trattamento incomincia durante la fase IIB l'aspettativa si riduce drasticamente a circa 3 anni.
La prognosi dipende anche dal sottotipo di micosi fungoide o meglio di mutazione (CD4 oppure CD30+ oppure CD30- ) a cui i linfociti sono andati incontro.
Con riferimento a uno studio statistico effettuato in America su 1633 pazienti, si può dire che statisticamente, all'età avanzata e alla appartenenza alle persone di colore è associata una minore probabilità di sopravvivenza. La prognosi dei pazienti asiatici e ispanici è leggermente ma non significativamente peggiore rispetto a quella delle persone di razza bianca. E non esistono differenze significative su base geografica. La sopravvivenza delle donne sposate risulta superiore a quella di donne con altri status.
Statistica:
| Anni | Sopravvivenza | Sopravvivenza relativa |
| ---- | ------------- | ---------------------- |
| 05   | 69%           | 77%                    |
| 10   | 51%           | 69%                    |
| 15   | 40%           | 65%                    |
| 20   | 30%           | 63%                    |

La micosi fungoide in Italia dà diritto all'esenzione per i costi medici legati alla cura della patologia. In alcune regioni d'Italia l'esenzione va comunque rinnovata ogni 5 anni. Per questa patologia può essere fatta richiesta alla propria ASL di riconoscimento della legge 104, e di attribuzione di punti di invalidità.

## Curiosità
La micosi fungoide è una malattia che non colpisce solo l'uomo, ma è presente anche in animali come cane e gatto. Alcuni medici veterinari curano la micosi fungoide del cane con dosi elevate di olio di cartamo, ottenendo in una percentuale dei casi remissioni durature.